# Scopula leuraria
Scopula leuraria là một loài bướm đêm trong họ Geometridae.